# صموئيل ر. بيترز
صموئيل ر. بيترز (بالإنجليزية: Samuel R. Peters)‏ هو قاضي ومحامي وسياسي أمريكي، ولد في 16 أغسطس 1842 في سيركلفيل في الولايات المتحدة، وتوفي في 21 أبريل 1910 في نيوتن في الولايات المتحدة. حزبياً، نشط في الحزب الجمهوري. وقد انتخب عضو مجلس ولاية كانساس وانتخب عضو مجلس النواب الأمريكي.